# Dauphin Island
Dauphin Island is een plaats (town) in de Amerikaanse staat Alabama, en valt bestuurlijk gezien onder Mobile County.

## Demografie
Bij de volkstelling in 2000 werd het aantal inwoners vastgesteld op 1371.
In 2006 is het aantal inwoners door het United States Census Bureau geschat op 1544, een stijging van 173 (12,6%).

## Geografie
Volgens het United States Census Bureau beslaat de plaats een oppervlakte van
430,1 km², waarvan 16,0 km² land en 414,1 km² water.

## Plaatsen in de nabije omgeving
De onderstaande figuur toont de plaatsen in een straal van 40 km rond Dauphin Island.